# Neocaridina longipoda
Neocaridina longipoda is een garnalensoort uit de familie van de Atyidae. De wetenschappelijke naam van de soort is voor het eerst geldig gepubliceerd in 1995 door Cai.